# Hugo Sánchez
Pour les articles homonymes, voir Sánchez.
Hugo Sánchez Márquez est un joueur et entraîneur de football mexicain né le 11 juillet 1958 à Mexico (Mexique). Il a joué pour quatre clubs européens, dont le Real Madrid. Il a également été membre de l'équipe nationale du Mexique, et a participé à trois Coupes du monde.
Considéré comme le meilleur footballeur mexicain de tous les temps, Hugo Sánchez avait l'habitude de fêter chacun de ses buts par un salto. Il a joué douze saisons en Primera División espagnole et est le cinquième plus grand buteur de l'histoire de ce championnat avec 234 buts, ce qui en fait le quatrième meilleur buteur étranger (il a été dépassé en 2023 par Karim Benzema). Il a également joué pour l'équipe nationale du Mexique pendant 17 ans et a participé aux Coupes du monde 1978, 1986 et 1994. Il a remporté le trophée Pichichi de meilleur buteur du championnat d'Espagne cinq fois, dont quatre consécutivement, s'approchant de l’ancien record d'alors de six trophées détenu par Telmo Zarra (en 2023, ce record, détenu par Lionel Messi, est de huit trophées).
En tant qu'entraîneur, il a remporté deux championnats mexicains avec Pumas UNAM et avec le Club Necaxa. Il a également été sélectionneur de l'équipe nationale mexicaine pendant seize mois. Hugo Sánchez a signé ensuite pour UD Almería en première division espagnole afin de tenter de sauver l'équipe de la relégation en 2e division. Il a réussi à maintenir Almeria en Liga pour la saison 2009-2010.
Petit mais athlétique le joueur a la réputation d'être un renard des surfaces, marquant l'essentiel de ses buts de la tête et des deux pieds en une touche de balle ; il participe peu au jeu collectif.
En 1999, l'IFFHS l'a classé 26e meilleur footballeur du XXe siècle et meilleur footballeur de la zone CONCACAF.

## Biographie

### Joueur
Adolescent, Hugo Sánchez joue pour l'équipe du Mexique olympique lors des Jeux olympiques d'été de 1976. Ayant déjà joué plus de 80 matchs internationaux dans les catégories de jeunes, il signe à l'âge de 18 ans pour les Pumas UNAM, une équipe professionnelle représentant l'université nationale autonome du Mexique, où Sánchez obtient un diplôme en médecine dentaire tout en continuant sa carrière de footballeur. En 1977, l'UNAM remporte son premier championnat mexicain. Deux ans plus tard, Sánchez devient meilleur buteur de la ligue avec 26 buts. En 1979, l'UNAM convient d'échanger des joueurs pendant la trêve estivale avec les San Diego Sockers de la North American Soccer League (NASL). La NASL se dispute pendant l'été alors que le championnat mexicain joue au cours de l'automne, de l'hiver et du printemps. UNAM prête donc Sánchez aux Sockers en 1979 et en 1980 où il devient un attaquant efficace pour les Sockers, tournant à près d'un but par match.
Les cinq saisons de Sánchez avec l'UNAM correspondent à l'époque glorieuse du club. Lors de sa dernière saison avec l'équipe, Hugo est à nouveau le meilleur buteur à égalité avec son coéquipier Cabinho et l'UNAM remporte son deuxième championnat et la Coupe des clubs champions de la CONCACAF.
Après cinq saisons couronnées de succès au Mexique et 99 buts à son actif, Hugo Sánchez attire l'attention de plusieurs équipes européennes, refuse une offre d'Arsenal et signe avec l'Atlético de Madrid en 1981. Il lui faut du temps pour trouver ses marques en Liga, mais lors de la saison 1984-85, il marque régulièrement au sein d'une équipe qui remporte la Copa del Rey, termine au deuxième rang en Liga et remporte la Supercoupe d'Espagne. Cette année-là, Hugo remporte également son premier titre de Pichichi en étant le buteur le plus prolifique de la ligue.
À l'apogée de sa carrière, il signe pour le Real Madrid CF en 1985 et évolue avec des joueurs comme Camacho, Butragueño, Valdano et Míchel. Cette équipe remporte cinq titres de champion consécutifs (de 1986 à 1990), la Copa del Rey en 1989, et la Coupe de l'UEFA en 1986. Pendant ces cinq années, Sánchez remporte quatre trophées consécutifs de Pichichi (unique joueur de l'histoire du football espagnol à atteindre ce résultat sans partager le trophée sur aucune saison), marquant 207 buts en 283 matchs. Il marque au moins 27 buts sur quatre saisons consécutives entre 1986 et 1990, dont 38 buts pour la saison 1989-90, égalant le record de buts en une saison établi en 1951 par Telmo Zarra et remportant le Soulier d'or européen de meilleur buteur en Europe. Ce record sera battu par Cristiano Ronaldo avec 40 buts pour la saison 2010-2011, puis par Lionel Messi, avec 50 buts la saison suivante. Globalement, il a marqué 23 buts en 45 matchs de Coupe d'Europe.
En 1992, Hugo Sánchez retourne dans son Mexique natal pour une saison, avant de jouer pour un nombre important de clubs en Espagne, en Autriche et aux États-Unis (il joue pour Dallas Burn lors de la saison inaugurale de la Major League Soccer, devenant l'une des deux personnes, avec Roy Wegerle, à avoir joué à la fois en NASL et en MLS). Il termine sa carrière en jouant pour l'Atlético Celaya avec Butragueño et Míchel, ses anciens coéquipiers du Real Madrid.
En comparaison avec ses succès en clubs, Sánchez n'a pas eu une brillante carrière internationale avec l'équipe du Mexique. Il a joué 58 matchs et marqué 29 buts pour l'équipe nationale mexicaine, mais ses années internationales ont coïncidé avec une période difficile pour le football mexicain. Le Mexique n'a pas participé aux Coupes du monde 1982 et 1990, auxquelles Sánchez aurait probablement pris part. Il a marqué un but en huit apparitions dans les trois Coupes du monde auxquelles il a participé et n'a jamais été sélectionné parmi l'équipe-type de la Coupe du monde.
Le 29 mai 1997, il fête son jubilé au stade Santiago-Bernabéu avec une rencontre amicale face au Paris Saint-Germain au cours de laquelle il marque trois buts (4-1 pour Madrid).

### Entraîneur
En 2000, Pumas UNAM connaît une saison difficile. Un nouvel entraîneur est nécessaire, quelqu'un qui pourrait prendre la tête de l'un des clubs les plus importants au Mexique. L'élu est Hugo Sánchez, l'idole des supporters de l'UNAM. En mars, il signe un contrat de deux ans avec son équipe favorite. Malgré de bons résultats, de nombreux différends sont apparus avec le président du club Javier Jiménez Espriú, ce qui entraîne son limogeage en août de la même année. « Je reviendrai quand Jiménez Espriú sera parti. Je sais que j'ai raison et je sais que je serai de retour », déclare Sánchez à son départ.
Un an passe et Jiménez Espriú démissionne de la présidence du club. Le nouveau président, Luis Regueiro, fait à nouveau signer Sánchez comme entraîneur de l'UNAM. En deux ans, Sánchez se forge une équipe très compétitive. En 2003, les résultats arrivent, et les Pumas sont l'une des meilleures équipes du championnat, mais toujours sans le remporter, chutant à deux reprises en demi-finale.
En 2004, les Pumas de Sánchez gagnent tout ce qu'ils disputent : le Clausura 2004, l'Apertura 2004, la Supercoupe du Mexique et le trophée Santiago-Bernabéu. Sánchez est ainsi le seul entraîneur de l'histoire à mener un club mexicain à deux championnats d'affilée en championnat dans le nouveau format de mini-tournoi (format d'Amérique du Sud).
Toutefois, à la fin de l'année 2004 les choses n'étaient pas aussi bonnes que cela puisse paraître. Le tournoi Clausura 2004 a été remporté en profitant du format de la compétition, car ils n'ont obtenu que le minimum de points pour se qualifier pour les séries éliminatoires. L'année suivante a été la pire année de l'histoire du club, celui-ci avait besoin d'un changement et Sánchez décide de démissionner en novembre 2005. « Si vous pensez que je suis le problème, je pars maintenant qu'il est temps, avant que l'équipe soit en danger de descendre », dit-il.
Le 25 septembre 2006, Hugo Sánchez est nommé entraîneur du club mexicain de football de Necaxa, club qu'il quitte pour prendre la tête de la sélection mexicaine avec l'ambition de qualifier le Mexique pour la Coupe du monde 2010 en Afrique du Sud.
Au cours de sa carrière d'entraîneur en particulier, Sánchez a été connu pour son tempérament volatil et son franc-parler, exprimant souvent ses émotions fortes et ses opinions, un trait qui engendre des réponses tout aussi émotionnelles et fortes de ceux qu'il critique. Il entretient ainsi une rivalité de longue date avec l'ancien sélectionneur du Mexique, Ricardo La Volpe.
Le premier match de Sánchez en tant que sélectionneur est une défaite 2-0 contre les États-Unis à Phoenix en février 2007. Sánchez enregistre sa première victoire contre le Venezuela (3-1) au Qualcomm Stadium de San Diego. Le premier match de Hugo au Mexique a lieu le 25 mars 2007 contre le Paraguay à Monterrey pour une victoire 2-1. Le 28 mars 2007, le Mexique défait Équateur 4-2 au McAfee Coliseum d'Oakland.
En juin 2007, Sánchez entraîne le Mexique lors de l'édition 2007 de la Gold Cup, sa première compétition officielle. Après avoir lutté dans la phase de poules, le Mexique atteint la finale qu'il perd contre les États-Unis (2-1).
Le 27 juin 2007, lors du match d'ouverture de la Copa América 2007 qui se tient au Venezuela, Sánchez conduit l'équipe du Mexique à une victoire de prestige 2-0 sur les quintuples champions du monde brésiliens. Hugo mène son équipe jusqu'en demi-finale contre l'Argentine, perdant 3-0. Enfin, le Mexique termine troisième de la compétition en battant l'Uruguay 3-1.
En août 2007, Sánchez annonce que le Mexique abandonne son maillot vert traditionnel pour les matchs à domicile, le remplaçant par un maillot blanc, ce qui signifie que le nouveau maillot extérieur est rouge. À la suite de cette déclaration, Sánchez a fait l'objet de beaucoup de critiques. Les deux principaux arguments contre lui sont que ce choix est en rupture avec une tradition mexicaine de longue date, mais les critiques les plus virulents suggèrent qu'il devrait consacrer plus de temps à l'élaboration de la stratégie et de la formation de l'équipe du Mexique plutôt que de se disperser à des occupations extra-sportives.
En mars 2008, l'équipe du Mexique olympique dirigée par Sánchez a quelques résultats très troublants, dont des matchs nuls contre l'Australie et la Finlande, et une défaite à domicile à Querétaro contre l'équipe d'Équateur des moins de 23 ans. Les mauvais résultats ont continué lors des qualifications CONCACAF pour les Jeux olympiques d'été de 2008, avec un nul contre le Canada et une défaite face au Guatemala. Son unique victoire contre Haïti (5-1) est insuffisante et en raison de la différence de buts le Mexique est éliminé du tournoi de qualification olympique. L'élimination est vécue très difficilement dans le pays, en particulier pour les propriétaires des clubs du Mexique, qui avaient soutenu Sánchez sur le plan économique et sportif en fournissant les ressources nécessaires et en permettant aux joueurs de quitter leurs clubs pour près d'un mois, alors que la saison du Mexique avait démarré.
De nombreux analystes affirment que la première année de Sánchez en tant que sélectionneur national a abouti à une équipe mexicaine avec peu de variantes, un jeu collectif inexistant, une raideur tactique et un manque de stratégie. Une proportion importante de la presse s'accorde à dire que cette situation a atteint un point de non retour avec l'élimination des moins de 23 ans du tournoi pré-olympique. Le 31 mars 2008, après avoir échoué à qualifier l'équipe aux Jeux olympiques de Pékin, Sánchez se fait limoger de son poste de sélectionneur.
Hugo Sánchez entraîne ensuite Almería en première division espagnole jusqu'au 20 décembre 2009, date à laquelle il est remplacé par Juanma Lillo.

### Vie privée
Hugo est le fils d'Héctor Sánchez qui joua à Asturias et à l'Atlante. Il est marié à Isabel Martín avec qui il a un fils. Il a aussi deux enfants plus âgés : un fils, Ernesto Sánchez Cardenas, qui vit à Lyon où il est professeur de guitare, ainsi qu'une fille, issus d'un premier mariage. Son dernier fils, Hugo Sánchez Portugal (en) est également joueur professionnel et évolua également aux Pumas UNAM comme son père.
Depuis le 1er septembre 2007, une rue porte son nom à Puebla, dans le centre du Mexique.

## Clubs successifs
- 1975-1979 :  UNAM Pumas
- 1979-1979 :  San Diego Sockers
- 1979-1980 :  UNAM Pumas
- 1980-1980 :  San Diego Sockers
- 1980-1981 :  UNAM Pumas
- 1981-1985 :  Atlético de Madrid
- 1985-1992 :  Real Madrid
- 1992-1993 :  Club América
- 1993-1994 :  Rayo Vallecano
- 1994-1995 :  CF Atlante
- 1995-1996 :  LASK Linz
- 1996-1996 :  FC Dallas
- 1996-1997 :  Atlético Celaya[14]

## Palmarès de joueur

### Titres nationaux

#### Pumas UNAM
- Championnat du Mexique : 2
  - Vainqueur : 1976-77 et 1980-81

#### Atlético de Madrid
- Coupe d'Espagne : 1
  - Vainqueur : 1985
- Supercoupe d'Espagne : 1
  - Vainqueur : 1985

#### Real Madrid
- Championnat d'Espagne : 5
  - Vainqueur : 1986, 1987, 1988, 1989 et 1990
- Coupe d'Espagne : 1
  - Vainqueur : 1989
- Supercoupe d'Espagne : 3
  - Vainqueur : 1988, 1989 et 1990

### Titres internationaux

#### Pumas UNAM
- Ligue des champions de la CONCACAF : 1
  - Vainqueur : 1980
- Copa Interamericana : 1
  - Vainqueur : 1981

#### Club América
- Ligue des champions CONCACAF : 1
  - Vainqueur : 1992

#### Real Madrid
- Coupe de l'UEFA : 1
  - Vainqueur : 1985-86

#### Mexique
- Gold Cup : 1
  - Vainqueur : 1977

## Palmarès d'entraîneur

### Pumas UNAM
- Championnat du Mexique : 2
  - Vainqueur : 2004 (Clausura) et 2004 (Apertura)
- Supercoupe du Mexique : 1
  - Vainqueur : 2004
- Trophée Santiago Bernabéu : 1
  - Vainqueur : 2004

## Distinctions personnelles
- Soulier d'or européen en 1990.
- Trophée Pichichi en 1985, 1986, 1987, 1988 et 1990.
- Meilleur buteur du championnat du Mexique en 1978.
- Prix Don Balón de meilleur joueur étranger de la Liga espagnole en 1987 et 1990.
- Élu meilleur sportif mexicain du 20e siècle.
- Élu meilleur footballeur du Mexique, d'Amérique du Nord et centrale du 20e siècle par l'IFFHS.
- Élu en mars 2004 au FIFA 100 de Pelé, liste des 125 meilleurs joueurs du monde encore en vie.
- Meilleur entraîneur en intérim du Championnat d'Espagne en 2008-09.
- Élu Ambassadeur du monde par l'UNICEF.
- Dans le XI de légende des jeux vidéo FIFA 06, FIFA 07, FIFA 08, FIFA 09 et FIFA 10 tout comme d'autres stars tels que Franz Beckenbauer, Gheorghe Hagi ou encore Zico.